# Bythinella pannonica
Bythinella pannonica es una especie de molusco gasterópodo de la familia Hydrobiidae en el orden de los Mesogastropoda.

## Distribución geográfica
Se encuentra en Hungría y Eslovaquia. 